# NA-4115
La  NA-4115  es una carretera local perteneciente a la Red de Carreteras de Navarra que se inicia en PK 12,80 de NA-411 y termina en Suarbe. Tiene una longitud de 0,58 kilómetros.